# Björkholmen (Drumsö, Helsingfors)

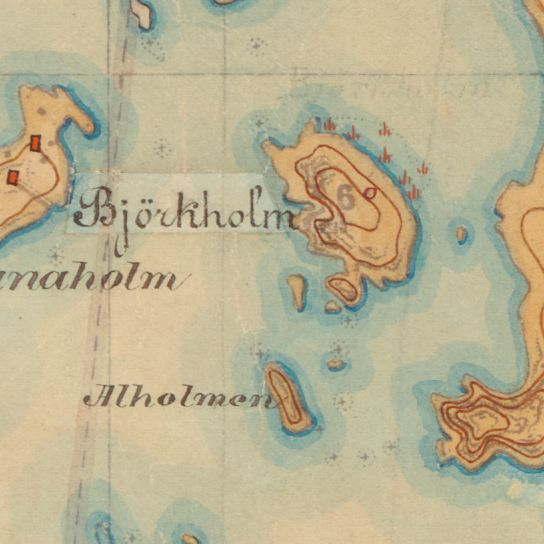
Björkholmen på senatens kartor cirka 1870-1917

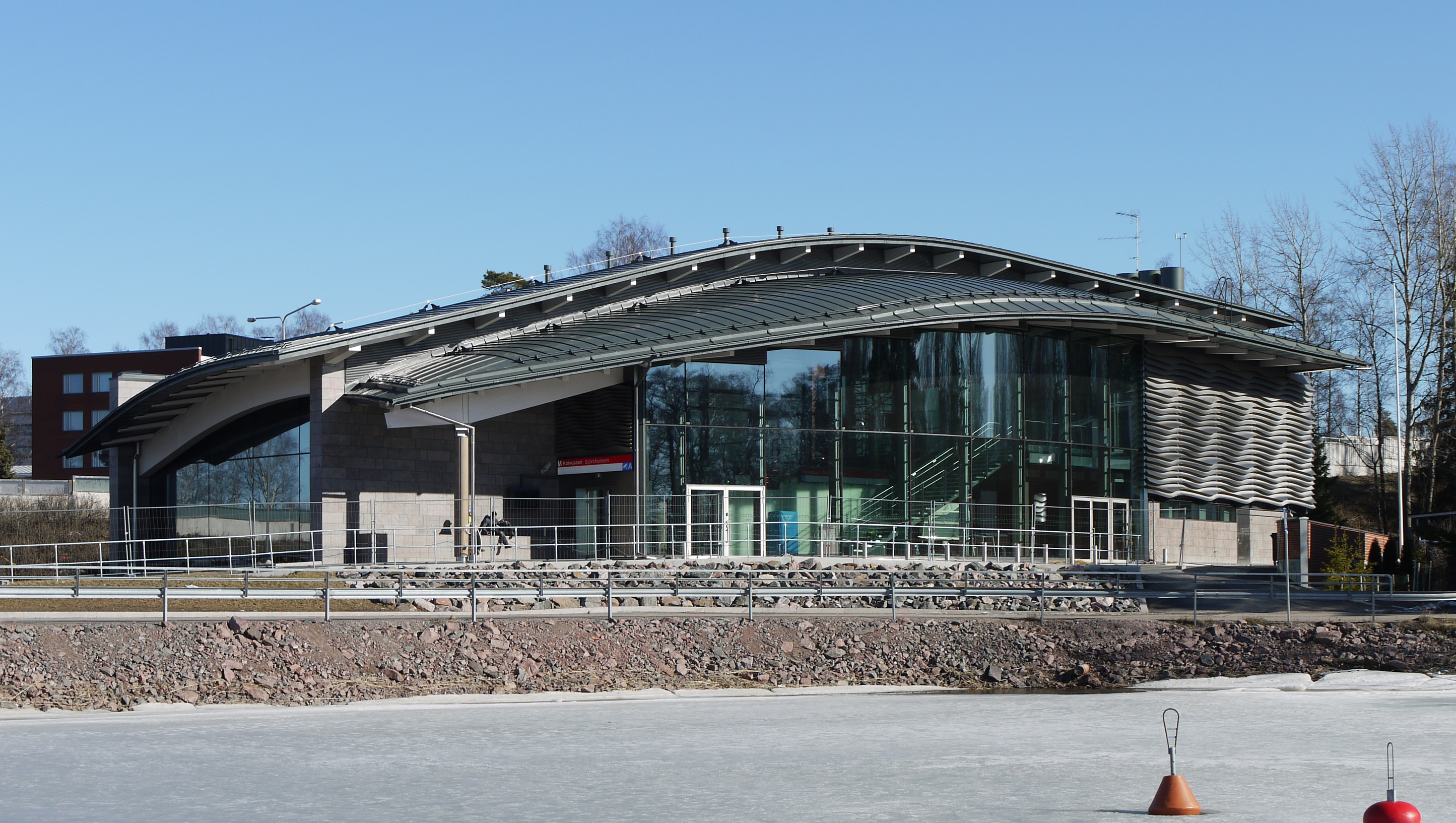
Metrostationen på Björkholmen år 2017

Björkholmen (fi. Koivusaari) är en ö i stadsdelen Drumsö i Helsingfors. 
Björkholmen korsas av motorvägen Västerleden. I samband med öppnandet av västmetrons första skede i november 2017 öppnades också Björkholmens metrostation. Det finns planer för tätbebyggelse inklusive ett Ikea köpcentrum i närhet av metrostationen.